# Tyler Myers
Tyler Paul Myers (* 1. Februar 1990 in Katy, Texas) ist ein US-amerikanisch-kanadischer Eishockeyspieler, der seit Juli 2019 bei den Vancouver Canucks in der National Hockey League unter Vertrag steht. Zuvor verbrachte der Verteidiger über fünf Jahre in der Organisation der Buffalo Sabres, in deren Trikot er 2010 mit der Calder Memorial Trophy als bester Rookie der NHL ausgezeichnet wurde, sowie vier Spielzeiten bei den Winnipeg Jets.

## Karriere
Tyler Myers wurde in Texas geboren, zog allerdings im Alter von zehn Jahren nach Calgary und hat deshalb die doppelte Staatsbürgerschaft. Er begann seine Karriere als Eishockeyspieler bei den Notre Dame Midget Hounds in der Saskatchewan Midget AAA Hockey League, bevor er im Verlauf derselben Saison zu den Kelowna Rockets wechselte, bei denen er von 2006 bis 2009 in der kanadischen Juniorenliga Western Hockey League aktiv war und in der Saison 2008/09 den Ed Chynoweth Cup gewann. Mit fünf Toren und 15 Vorlagen in 22 Spielen wurde der Verteidiger zum Playoff-MVP gewählt. In seiner Zeit bei den Kelowna Rockets wurde er zudem im NHL Entry Draft 2008 in der ersten Runde als insgesamt zwölfter Spieler von den Buffalo Sabres ausgewählt, für die er in der Saison 2009/10 sein Debüt in der National Hockey League gab. Sein erstes NHL-Tor erzielte der Kanadier am 16. Oktober 2009 im Spiel gegen die New York Islanders. Nach Abschluss der Saison 2009/10 wurde er zum Rookie des Jahres gewählt und gewann somit die Calder Memorial Trophy.
Am 13. Oktober 2012 gab der österreichische EBEL-Klub EC KAC die Verpflichtung von Tyler Myers für den Zeitraum des zu dieser Zeit stattfindenden NHL Lockouts bekannt.
Im Februar 2015 gaben ihn die Buffalo Sabres samt Drew Stafford, den zwei Nachwuchsspielern Brendan Lemieux und Joel Armia sowie einem Erstrunden-Wahlrecht für den NHL Entry Draft 2015 an die Winnipeg Jets ab und erhielten im Gegenzug Evander Kane, Zach Bogosian und die Rechte an Nachwuchstorwart Jason Kasdorf. Zu diesem Zeitpunkt verfügte Buffalo über gleich drei Wahlrechte für die erste Draftrunde, wobei die Jets das niedrigste Wahlrecht erhalten sollen, das vom Abschneiden in der aktuellen Saison der St. Louis Blues und der New York Islanders abhängt.
Nach vier Jahren in Winnipeg schloss sich Myers im Juli 2019 als Free Agent den Vancouver Canucks an, bei denen er einen Fünfjahresvertrag unterzeichnete, der ihm ein durchschnittliches Jahresgehalt von sechs Millionen US-Dollar einbringen soll. Im Trikot der Canucks absolvierte er im Oktober 2024 seine insgesamt 1000. Partie der regulären Saison in der NHL.

### International
Für Kanada nahm er an der U18-Junioren-Weltmeisterschaft 2008 und U20-Junioren-Weltmeisterschaft 2009 teil, bei der er mit seiner Mannschaft jeweils Weltmeister wurde. Bei der Weltmeisterschaft 2010 stand er erstmals für die A-Nationalmannschaft auf dem Eis. Weitere Nominierungen erhielt Myers für die Weltmeisterschaften der Jahre 2014 und 2023, wobei er 2023 mit dem Team den Weltmeistertitel errang, nachdem die Mannschaft bei seinen vorherigen Teilnahmen jeweils im Viertelfinale gescheitert war.

## Erfolge und Auszeichnungen
| - 2008 Teilnahme am CHL Top Prospects Game - 2009 Ed-Chynoweth-Cup-Gewinn mit den Kelowna Rockets - 2009 WHL Playoff MVP - 2009 WHL West Second All-Star Team | - 2010 NHL-Rookie des Monats Januar - 2010 Calder Memorial Trophy - 2010 NHL All-Rookie Team |

### International
- 2008 Goldmedaille bei der U18-Junioren-Weltmeisterschaft
- 2009 Goldmedaille bei der U20-Junioren-Weltmeisterschaft
- 2023 Goldmedaille bei der Weltmeisterschaft

## Karrierestatistik
Stand: Ende der Saison 2023/24

### International
Vertrat Kanada bei:
| - U18-Junioren-Weltmeisterschaft 2008 - U20-Junioren-Weltmeisterschaft 2009 - Weltmeisterschaft 2010 | - Weltmeisterschaft 2014 - Weltmeisterschaft 2023 |

(Legende zur Spielerstatistik: Sp oder GP = absolvierte Spiele; T oder G = erzielte Tore; V oder A = erzielte Assists; Pkt oder Pts = erzielte Scorerpunkte; SM oder PIM = erhaltene Strafminuten; +/− = Plus/Minus-Bilanz; PP = erzielte Überzahltore; SH = erzielte Unterzahltore; GW = erzielte Siegtore; 1 Play-downs/Relegation; Kursiv: Statistik nicht vollständig)